# Джерело № 5 (Солочин)
Джерело № 5 — гідрологічна пам'ятка природи місцевого значення. Об'єкт розташований на території Свалявського району Закарпатської області, с. Солочин.
Площа — 0,5 га, статус отриманий у 1984 році.